# August Bebel Institut

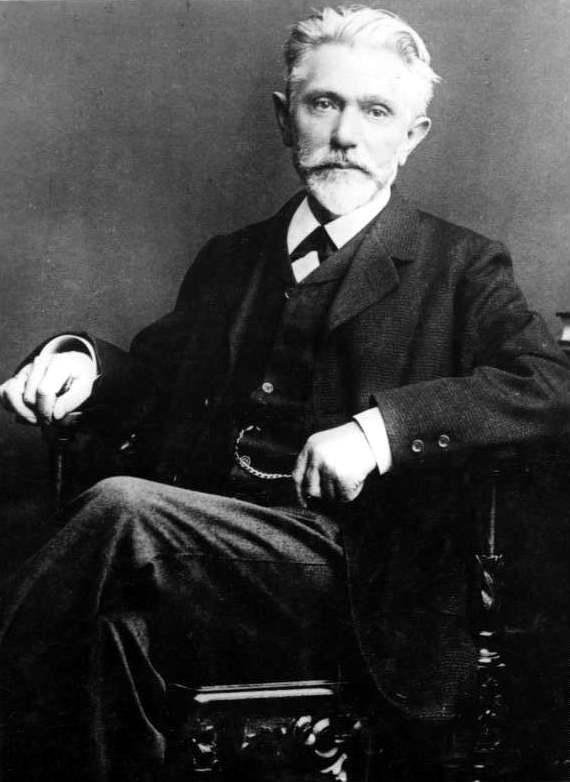
August Bebel (1898)

Das August Bebel Institut (ABI) ist eine gemeinnützige Einrichtung der politischen Bildung in Berlin. Es hat seinen Sitz in der Müllerstraße 163, der Berliner SPD-Zentrale, dem Berliner Kurt-Schumacher-Haus. Das ABI wurde 1947 von vier Zeitungsverlegern gegründet. Ihre ersten Kurse führte sie im Haus der Wannsee-Konferenz durch.

## Geschichte
Das August Bebel Institut wurde am 25. März 1947 von vier Berliner Zeitungsverlagen gegründet. Zu den sozialdemokratischen Persönlichkeiten, die hinter den Verlagen standen, gehörten Arno Scholz (1904–1971), Herausgeber des „Telegraf“, Alfons Schöpflin (1898–1970), Lizenzträger der Zeitung „Sozialdemokrat“, Erich Lezinsky (1886–1952), Begründer des „Spandauer Volksblatts“, und Otto Suhr (1894–1957), damals Vorsteher der Stadtverordnetenversammlung und später Regierender Bürgermeister.
Das Institut wurde zum Gedenken an den Vorkämpfer für Demokratie und Sozialismus nach August Bebel (1840–1913) benannt.
Zu den größten Aufgaben des Instituts zählte es damals, den Aufbau der Demokratie im Nachkriegs-Berlin zu fördern. Das ABI wollte dabei die gesellschaftlichen Kräfte zu selbständigem politischem Denken befähigen und nicht nur bloßes Wissen vermitteln. In der Wannseevilla wurden Fünf- bis Zwölftageskurse im Internatsbetrieb durchgeführt. Auf dem Lehrplan standen »Marxismus als Methode«, Geschichte, Wirtschaft, Demokratie und Totalitarismus sowie Parteienlehre. Sonderkurse zur Geschichte der Arbeiterbewegung, zu philosophischen Themen oder zum Thema Bolschewismus, sowie Frauenkurse und Rednerkurse wurden angeboten.
Durch fehlende Mittel der Gründerverlage musste das Haus jedoch Anfang der 1950er Jahre aufgegeben werden. Das ABI zog in die Parteizentrale in der Zietenstraße und das Angebot wechselte zu Abendkursen. Mit Hilfe innovativer Ideen konnte das ABI die Währungsreform und die daraus resultierende Krise kompensieren: Kooperationen zu anderen Institutionen, ein abwechslungsreich gestaltetes Programm und etablierte Lehrkräfte stärkten die Arbeit des Instituts. In dieser Zeit ermöglichten die Zuwendungen der Förderer ebenso wie die Arbeit Ehrenamtlicher ein breites Programm. Weiter bereicherten Kursangebote für junge Politiker und für Menschen mit großem politischen Vorverständnis den demokratischen Prozess in den 1970er Jahren.
Mit der Wiedervereinigung erlebte das Institut eine verstärkte Nachfrage nach politischer und demokratischer Bildung. Es wurden Sonderprogramme entwickelt für Bürger Ost-Berlins, die sich politisch engagieren wollten. 

## Themen
Das Institut initiiert durch vielfältige Veranstaltungen den Dialog von verschiedenen Gruppen für eine demokratische Stadtkultur. Das beinhaltet nicht nur zielgruppenorientierte Seminare für Schüler, Kommunalpolitiker oder Senioren. Zu offenen Vortrags- und Diskussionsveranstaltungen ist ein breites Publikum aus allen Bevölkerungsgruppen sowie aus gesellschaftlich und politisch engagierten Organisationen und Institutionen eingeladen. Die Themen sind:
Stadt- und Kommunalpolitik
Dieses Themenfeld umfasst integrations- und migrationspolitische Fragen, Zukunftsprojekte für die Stadt, die von Bürgern gestaltet werden, und kommunalpolitische Bildungsangebote, die politisch Interessierte und Engagierte unterstützen.
Zeitgeschichte
Das ABI leistet einen Beitrag für zeitgeschichtliches Bewusstsein, vor allem in Bezug auf die Geschichte der Arbeiterbewegung, der Idee einer sozialen Demokratie, des Widerstandes im Nationalsozialismus und der Entwicklung des politischen Berlins.
Aktuelle Themen
Das Institut greift zeitnah aktuelle Entwicklungen auf und widmet ihnen ein breites und vielfältiges Spektrum: Antisemitismus, Menschenrechte, Städtepartnerschaften, Rechtsradikalismus sowie Bildungs- und Verbraucherpolitik, um nur einige zu nennen.
Junge Leute
Daneben wird die Interessenvertretung besonders von jungen Menschen gefördert und zur gesellschaftlichen Partizipation angeregt. »Reclaim the school!« ist das Label für Veranstaltungen für Schüler-Vertretungen.
Demokratische Kultur
In den letzten Jahren hat das August Bebel Institut einen Schwerpunkt in der Auseinandersetzung mit Rechtsradikalismus und Antisemitismus entwickelt. Seine politischen Argumentationstrainings und Bildungsangebote für Jugendliche, Schülervertretungen, politische Engagierte und Multiplikatoren leisten einen wichtigen Beitrag zur Entwicklung einer demokratischen Kultur und von Strategien gegen rechtsextreme Bestrebungen. Als Bildungsinstitution in Berlin ist die Beschäftigung mit Fragen der Integration und Migration ein besonderes Anliegen der Einrichtung. Dabei nehmen Fragen des transkulturellen Dialogs in Berlin einen hohen Stellenwert ein.

## Struktur
Träger des ABI ist die gemeinnützige Stiftung Institut für soziale Demokratie. Bei der Jahresplanung wird das August Bebel Institut von einem Programmbeirat beraten. Die Bildungsarbeit des Instituts wird getragen von einem multidisziplinären und interkulturellen Dozenten-Team.
Die Arbeit des Instituts wird von 130 regelmäßigen Spendern unterstützt und institutionell durch die Landeszentrale für politische Bildung Berlin gefördert. Die Bundeszentrale für politische Bildung fördert die Mehrzahl der Seminare mit Projektmitteln. Wichtige Unterstützung kommt außerdem vom Beauftragten des Senats von Berlin für Integration und Migration.

### Geschäftsführer
- 1947–1974: Eberhard Hesse und Otto Bach
- 1976–1979: Hans Robert Joepgen
- 1979–1983: Dieter Fitterling
- 1983–1988: Reinhold Schattenfroh
- 1988–2000: Reinhard Gericke
- 2000–2006: Enrico Troebst
- 2006–2017: Ingo Siebert
- 2018–2024: Reinhard Wenzel
- seit 2024: Claudia Jentzsch

### Vorstand der Trägerstiftung des August Bebel Instituts
- Nicole Bienge (Vorsitzende)
- Dennis Buchner (Stellvertretender Vorsitz)
- Max E. Neumann
- Marcel Hopp
- Sasa Zatata
- Felix Eikenberg (benannt von der Friedrich-Ebert-Stiftung)
- Claudia Jentzsch (Geschäftsführendes Vorstandsmitglied)

### Programmbeirat des August Bebel Instituts
- Ingo Siebert (Vorsitzender)
- Nicole Bienge
- Olga Grjasnowa, Schriftstellerin
- Marcel Hopp, MdA
- Susanne Kitschun, MdA
- Cansel Kiziltepe, Senatorin
- Nora Langenbacher
- Mengü Özhan-Erhardt
- Ülker Radziwill, MdA
- Sigrid Schulze

## Kooperationspartner
Zu den Kooperationspartnern des Instituts gehören u. a.:
AKEBİ e.V (AktivistInnenvereinigung gegen Rassismus, Nationalismus und Diskriminierung), Aktives Museum Faschismus und Widerstand in Berlin, Berlin Postkolonial e.V., Berliner Armutskonferenz, BiwAK e.V. – Bildungswerk für Alternative Kommunalpolitik, Bundeszentrale für politische Bildung, Ernährungsrat Berlin-Brandenburg, Frauenmuseum Berlin, Friedrich-Ebert-Stiftung, Friedhof der Märzgefallenen – Paul-Singer-Verein e.V., Genossenschaftsforum e.V., Kommunalpolitisches Forum Berlin e.V., Kulturforum Stadt Berlin der Sozialdemokratie e.V., Moviemento, Netzwerk Politische Bildung, Neue Deutsche Medienmacher, Rosa-Luxemburg-Stiftung, Schmetterling Verlag, Selbsthilfe im Vorruhestand e.V.,
Das ABI ist Mitglied des Arbeitskreises Berliner Bildungsstätten und der Arbeiterwohlfahrt Berlin.